# Stanley Forman
Stanley Joseph Forman (Winthrop, 10 luglio 1945) è un fotografo statunitense, vincitore di tre premi Pulitzer in un periodo di quattro anni, mentre lavorava al Boston Herald American.

## Biografia
Stanley Forman ha studiato fotografia presso la Benjamin Franklin Institute of Technology di Boston dal 1965 al  1966. Dopo la laurea, Forman ha lavorato come cameraman prima di essere assunto presso il Boston Herald (che in seguito è diventato il Boston Herald American nel 1973 per poi tornare a Boston Herald nel 1983) come tecnico del laboratorio fotografico. In seguito fu promosso a fotoreporter. Nel 1975 ha vinto il World Press Photo of the Year nel 1975.
Forman ha vinto i suoi primi due premi Pulitzer consecutivamente ed è stato il primo fotografo a farlo. Nel 1976, ha vinto nella categoria "Spot News Photography" per la sua sequenza di fotografie che mostravano una giovane donna e una bambina di due anni che cadevano da un balcone durante un incendio. L'anno successivo, è stato co-vincitore nella stessa categoria per The Soiling of Old Glory, una fotografia che ritrae l'avvocato Ted Landsmark, aggredito da un uomo che brandisce un pennone come arma. Forman ha vinto il terzo Premio Pulitzer nel 1979, quando è l'intero staff dei fotografi del Boston Herald American hanno vinto nella sezione "Feature Photography" grazie ai loro servizi sulla bufera di neve del 1978.
Forman ha anche lavorato come cameraman presso la stazione televisiva di Boston WCVB-TV dal 1983.